# Чапли
Чаплите (Ardea) са род птици от разред Пеликаноподобни. Срещат се и в България.

## Физическа характеристика
Средни и едри по размери птици, теглото им варира между половин и два и половина кг. Имат дълги крака, дълги шии и средно дълги до дълги човки. Чаплите имат силно изразена ставна подвижност на шийните си прешлени и със светкавични движения изстрелват шията си напред, с което с клюна си нанасят прободния удар върху плячката. В България се срещат 9 вида, всичките гнездещи, с изключение на биволската чапла. Отлично приспособени са за хранене с риби по крайбрежията на водоемите.У нас най-разпространена е сивата чапла, а най-рядка - биволската чапла.

## Разпространение и биотоп
На територията на България се срещат 9 вида, най-едрите от които са:
- Ardea alba – Голяма бяла чапла
- Ardea cinerea – Сива чапла
- Ardea purpurea – Червена чапла

## Начин на живот и хранене
Хранят се предимно с риба и по-малко с насекоми, мишки, змии, малките на други птици и др. Когато ловуват стоят на място или крачат много бавно и когато видят плячката си изстрелват глава със светкавично движение. В продължение на много десетилетия чаплите в България бяха безпощадно избивани в рибовъдните стопанства и около тях. По данни от 1980-те години ежегодно в България са били отстрелвани по около 4500 екземпляра чапли от всичките 9 вида, разпространени в страната.

## Размножаване
- Моногамни птици.

Рядко гнезди самостоятелно, най-често образува колонии. Някои видове, като сивата чапла, привикват с човешко присъствие и се размножават дори в големи населени центрове.

## Допълнителни сведения
На територията на България и двата представителя на рода са защитени от закона.

## Списък на видовете
Род Чапли
- Вид Ardea alba — Голяма бяла чапла (преди включвана в род Egretta, като Egretta alba)
- Вид Ardea cinerea – Сива чапла
- Вид Ardea cocoi —
- Вид Ardea goliath – Чапла Голиат
- Вид Ardea herodias – Голяма синя чапла
- Вид Ardea humbloti —
- Вид Ardea imperialis —
- Вид Ardea insignis —
- Вид Ardea melanocephala —
- Вид Ardea novaehollandiae —
- Вид Ardea pacifica —
- Вид Ardea picata —
- Вид Ardea purpurea – Червена (ръждива) чапла
- Вид Ardea sumatrana —